# Жовте (Покровський район)
Жо́вте — село Покровської міської громади Покровського району Донецької області, в Україні. 28 листопада 2024 року село окуповане ЗС РФ.

## Загальні відомості
Відстань до райцентру становить близько 20 км і проходить автошляхом Т 0515. Жовте розташоване на лівому березі Солоної.
Див. також: Шахти села Жовте.

## Населення
За даними перепису 2001 року населення села становило 103 особи, з них 92,23 % зазначили рідною мову українську та 7,77 % — російську.